# NGC 3303
NGC 3303 est une très vaste* galaxie spirale située dans la constellation du Lion. NGC 3303 a été découverte par l'astronome germano-britannique William Herschel en 1784.

## Description
Sa vitesse par rapport par rapport au fond diffus cosmologique est de 6 613 ± 28 km/s, ce qui correspond à une distance de Hubble de 97,5 ± 6,8 Mpc (∼318 millions d'al).
NGC 3303 présente une large raie HI. Selon la base de données Simbad, NGC 3303 est une galaxie LINER, c'est-à-dire une galaxie dont le noyau présente un spectre d'émission caractérisé par de larges raies d'atomes faiblement ionisés.
En raison d'une brillance de surface égale à 14,56 mag/am2, on peut qualifier NGC 3303 de galaxie à faible brillance de surface (LSB en anglais pour low surface brightness). Les galaxies LSB sont des galaxies diffuses (D) avec une brillance de surface inférieure de moins d'une magnitude à celle du ciel nocturne ambiant.

## Paire de galaxies
En fait, NGC 3303 est une paire de galaxies. L'autre galaxie au nord de NGC 3303 est PGC 93104, dont la vitesse radiale est semblable à celle de NGC 3303, soit 6176 ± 43 km/s. William Herschel n'a sans doute vu qu'une seule galaxie avec son télescope.

## NGC 3303 et(84447) Jeffkanipe
L'atlas Arp comprend une photographie de la galaxie NGC 3303 du 19 février 1964. Sur cette photo, la galaxie semble avoir un jet. Cependant, nul ne réussit à réobserver cette caractéristique. En 2009, Jeff Kanipe (en) identifia ce « jet » à (84447) 2002 TU240, un astéroïde de la ceinture principale découvert en 2002 et baptisé depuis (84447) Jeffkanipe en l'honneur de l'auteur de cette identification. Cette observation en 1964 est la plus ancienne observation répertoriée de cet astéroïde,.